# Endgames
Die Endgames sind eine britische Band, deren Erfolgshit Waiting For Another Chance heute noch häufig von den Radiosendern gespielt wird. Darüber hinaus konnte die Band bis zum heutigen Tag jedoch keinen weiteren Chart-Hit landen und stellt somit ein klassisches „One-Hit-Wonder“ dar.

## Bandgeschichte
1980 werden die Endgames von den Schulfreunden David Rudden, Paul Wishart und David Murdoch in Glasgow gegründet. David Rudden ist von Anfang an nicht nur Sänger, sondern auch Kopf und Mastermind der Band. 1982 wird aus dem Trio ein Sextett, u. a. vervollständigt durch den Schlagzeuger Brian McGee von den Simple Minds.
1983 erscheint das Debütalbum Building Beauty, die erste Single daraus ist Waiting For Another Chance, die in Deutschland zum Erfolg wird (Platz 21 im September 1983, 15 Wochen in den Charts), aber in England und Amerika keinerlei Beachtung findet. Die Musiker gehen zusammen mit den Eurythmics auf Deutschlandtour und nehmen 1985 das Nachfolgealbum Natural auf, das zum kommerziellen Flop wird.

## Diskografie

### Alben
- Building Beauty (1983)
- Natural (1985)

### Singles
- First, Last, for Everything (1982)
- We Feel Good (Future′s Looking Fine) (1982)
- Waiting for Another Chance (1983)
- Love Cares (1983)
- Desire (1983)
- Miracle In My Heart (1983)
- Ecstasy (1984)
- Shouting Out for Love (1985)

## Erwähnenswertes
- Paul Wishart begleitete die Simple Minds als Saxophonist auf deren „Empires And Dance“-Tour im Jahr 1980.
- Die Endgames nahmen zwei „Peel Sessions“ beim legendären BBC-Moderator John Peel auf
  - am 17. März 1981 (Songs Both Of Us, Fading Away, Beauty #2, Pioneer) – in der Ursprungs-Dreierbesetzung, ergänzt um Willie Gardner (Gitarre, Gesang) und David Wilde am Schlagzeug.
  - und 10. März 1982 (Songs We Feel Good (Future's Looking Fine), Darkness, First Last For Everything, You'll Never Walk Alone) – mit den o. a. Mitgliedern als Sextett.
- 2002 erschien in den USA von einer namensgleichen Gruppe um Mike Aronow und Jeff Walsh das Album Keep on Running.
- Seit 26. Mai 2006 ist ein Endgames-Blog bei MySpace vorhanden, der als aktuelle Bandmitglieder David Rudden und David Murdoch auflistet.